# May Valley
La May Valley (in lingua inglese: Valle May) è una valle antartica, coperta di neve e quasi piatta, situata alla congiunzione tra la Lexington Table e la Saratoga Table, sul fianco occidentale del Forrestal Range, nei Monti Pensacola, in Antartide. 
La valle è stata mappata dall'United States Geological Survey (USGS) sulla base di rilevazioni e foto aeree scattate dalla U.S. Navy nel periodo 1956-66.
La denominazione è stata assegnata dall'Advisory Committee on Antarctic Names (US-ACAN) in onore di Walter H. May, studioso di scienze dell'atmosfera presso la Stazione Ellsworth nell'inverno del 1957.